# Flódni

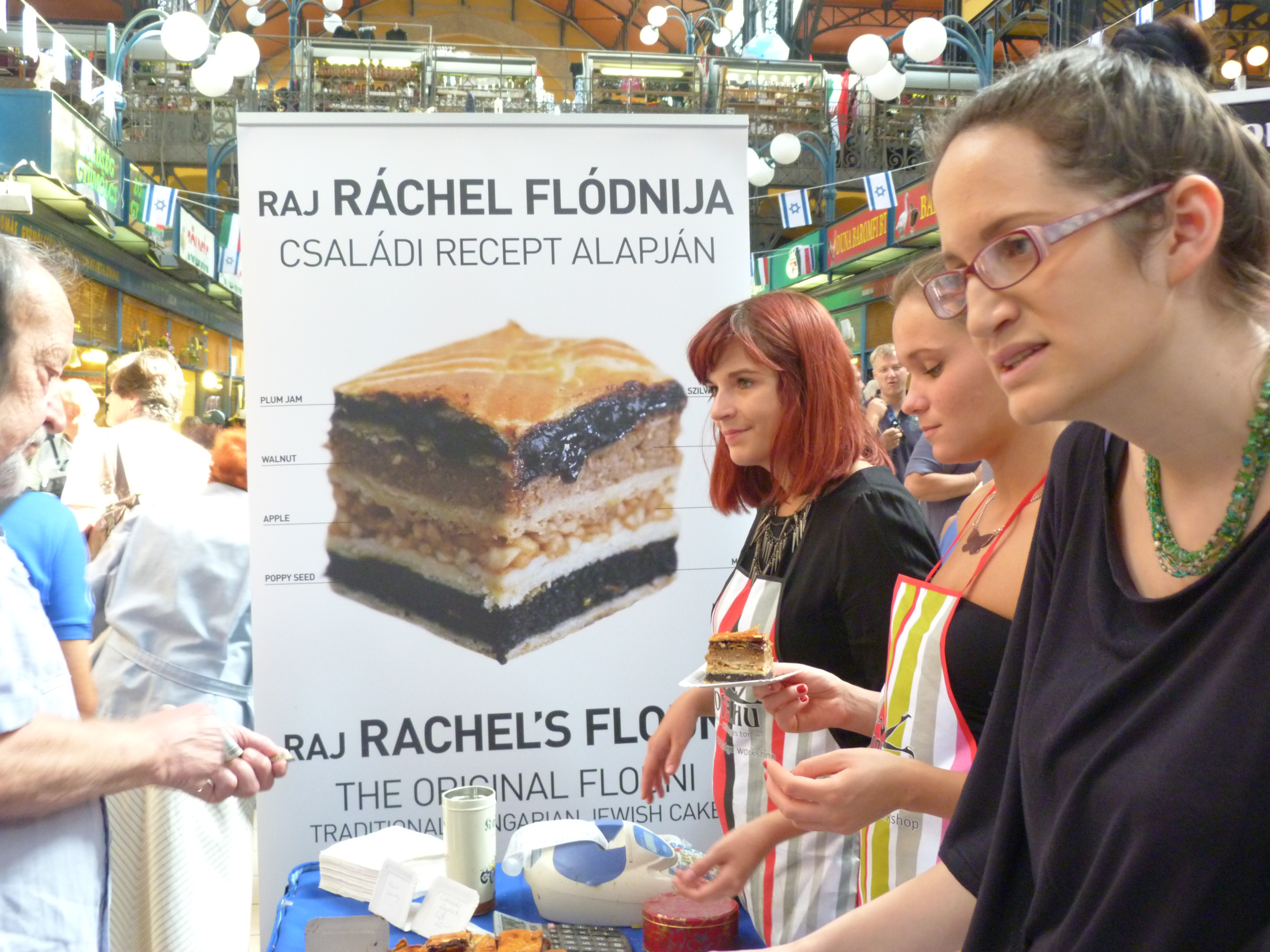
Raj Ráchel flódnija a budapesti Nagyvásárcsarnokban – 2013.08.30

A flódni az askenázi zsidó konyhaművészet egyik édes, töltött süteménye.

## Összetevők
Alapvető összetevői: tészta öt vékony rétegben (egy-egy réteg dupla réteslap is lehet) és a töltelékek – dió, mák, alma, lekvár (jellemzően szilva, de akad baracklekvárt javasló recept is).
A tészta alapanyagához gyakran száraz fehér bort is kevernek, illetve a mák- és  diótölteléket főzik fel borral.

## Elkészítése
Mazsolát, nem kezelt narancs- és/vagy citromhéjat, mézet, őrölt gyömbért is szoktak a töltelékekbe rakni, a rétegek sorrendje is változhat recepttől függően. A legfelső tésztalapot be szokták kenni tojássárgájával és aranypirosra sütik. Kihűlése után kis kockákra vágják, mert nagyon kiadós.

## Érdekességek
2012-ben a hivatalos világrekordként jegyzett legnagyobb flódnit a magyar cukrász és tortatervező, Raj Ráchel készítette.